# SKF (France)
 (août 2023).
Pour les articles homonymes, voir SKF (homonymie).
SKF France est la filiale française du groupe multinational suédois SKF principalement implanté à Saint-Cyr-sur-Loire.

## SKF en France
SKF est implanté en France depuis 1908 et compte aujourd'hui 11 sites de production. La société représente 3 800 collaborateurs pour un chiffre d'affaires de 980 millions d'euros en 2010 (8 686,74 millions de couronnes suédoises). 5 % de la masse salariale de SKF sont consacrés à la formation et 2 % du chiffre d'affaires à la recherche et au développement.

### Histoire

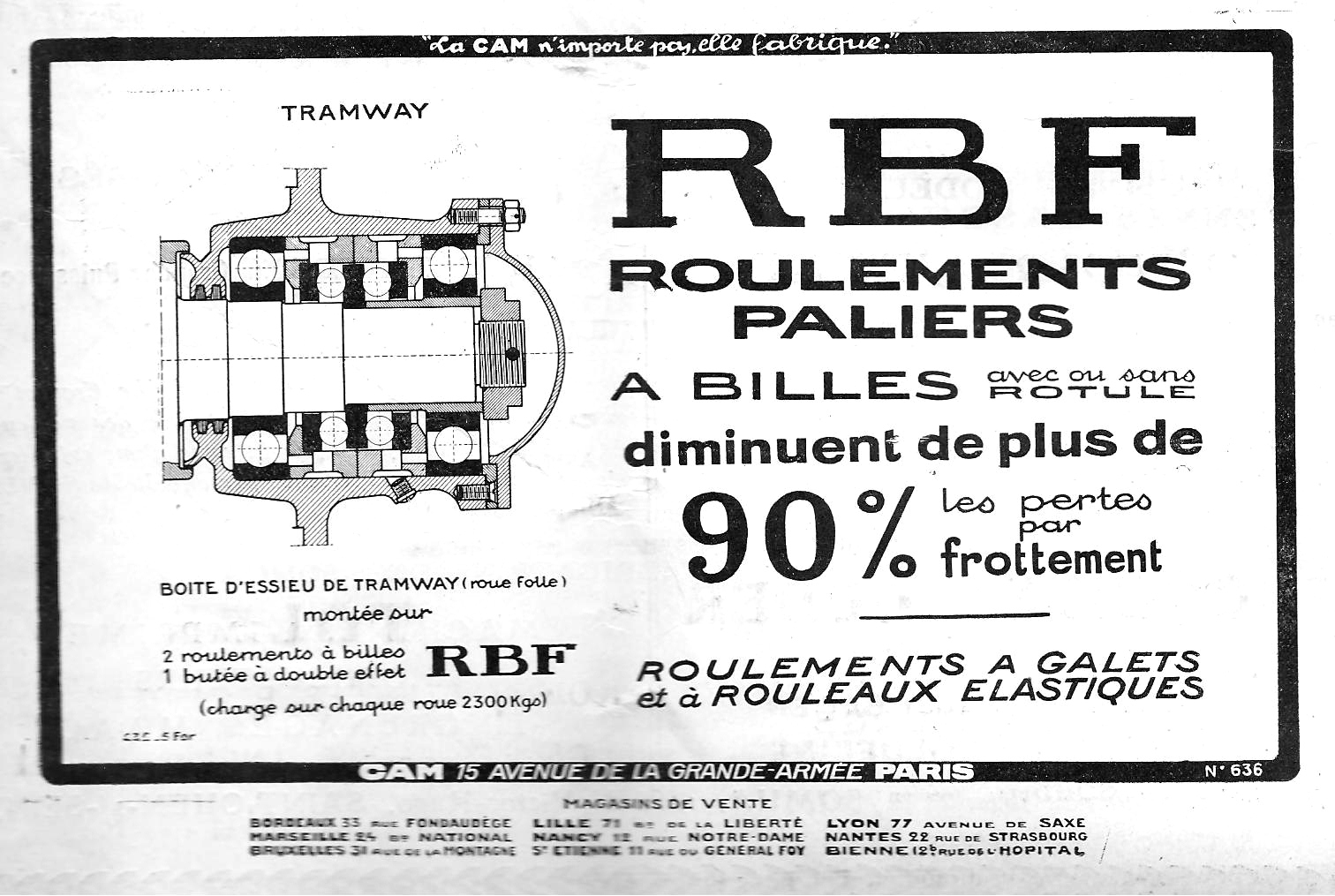

- 1904 : implantation de la RBF, première usine française de roulements à billes, à Ivry-sur-Seine, reprise en 1911 par SKF ;
- 1908 : ouverture d'agences de vente en France ;
- 1911 : création de la Société de roulements à billes - SKF ;
- 1938 : construction de l'usine de Saint-Cyr-sur-Loire ;
- 1965 : acquisition de RKS (couronnes d'orientation et roulements spéciaux) aujourd'hui SKF Slewing Bearings ;
- 1968 : acquisition de LTI (La Technique intégrale) aujourd'hui Transrol (vis à billes et à rouleaux) ;
- 1969 : création d'une nouvelle usine spécifique dans la fabrication en ligne de roulements de grandes séries à Fontenay-le-Comte. Établissement fermé en novembre 2009[3] ;
- 1975 : acquisition de SARMA (spécialisée dans l'aéronautique), aujourd'hui SKF Aerospace France ;
- 1985 : fermeture de l'usine d'Ivry-sur-Seine, après 30 mois de conflit social[4] ;
- 2004 : acquisition de Vogel (leader des systèmes de lubrification) ;
- 2006 : acquisition de SNFA (roulements de super précision), aujourd'hui SKF Aeroengine France ;
- 2007 :
  - centenaire du groupe SKF,
  - acquisition d'Economos (systèmes d'étanchéité),
  - acquisition de S2M (Société mécanique magnétique) ;
- 2010 : ouverture de la SKF Solution Factory France ;
- 2014 : Saint-Cyr-sur-Loire devient l'usine la plus importante du groupe en France ;
- 2020 : l’entreprise annonce la fermeture du site d'Avallon d'ici 2023, la production de couronnes d’orientation devrait être transférée sur le site de Saint-Cyr-sur-Loire[5].